# ییرژی برودر
ییرژی برودِر (چکی: Jiří Bruder; ۱۳ آوریل ۱۹۲۸ – ۳۱ مهٔ ۲۰۱۴) بازیگر سینما، تئاتر و صداپیشه اهل کشور جمهوری چک، برنده «جوایز فرانتیشک فیلیپوفسکی» برای دستاوردهای یک عمرش در دوبله (۱۹۹۸) بود.
از فیلم‌ها یا برنامه‌های تلویزیونی که وی در آن نقش داشته‌است می‌توان به اگر یک هزار کلارینت اشاره کرد.